# 天津神社 (岡山市北区)

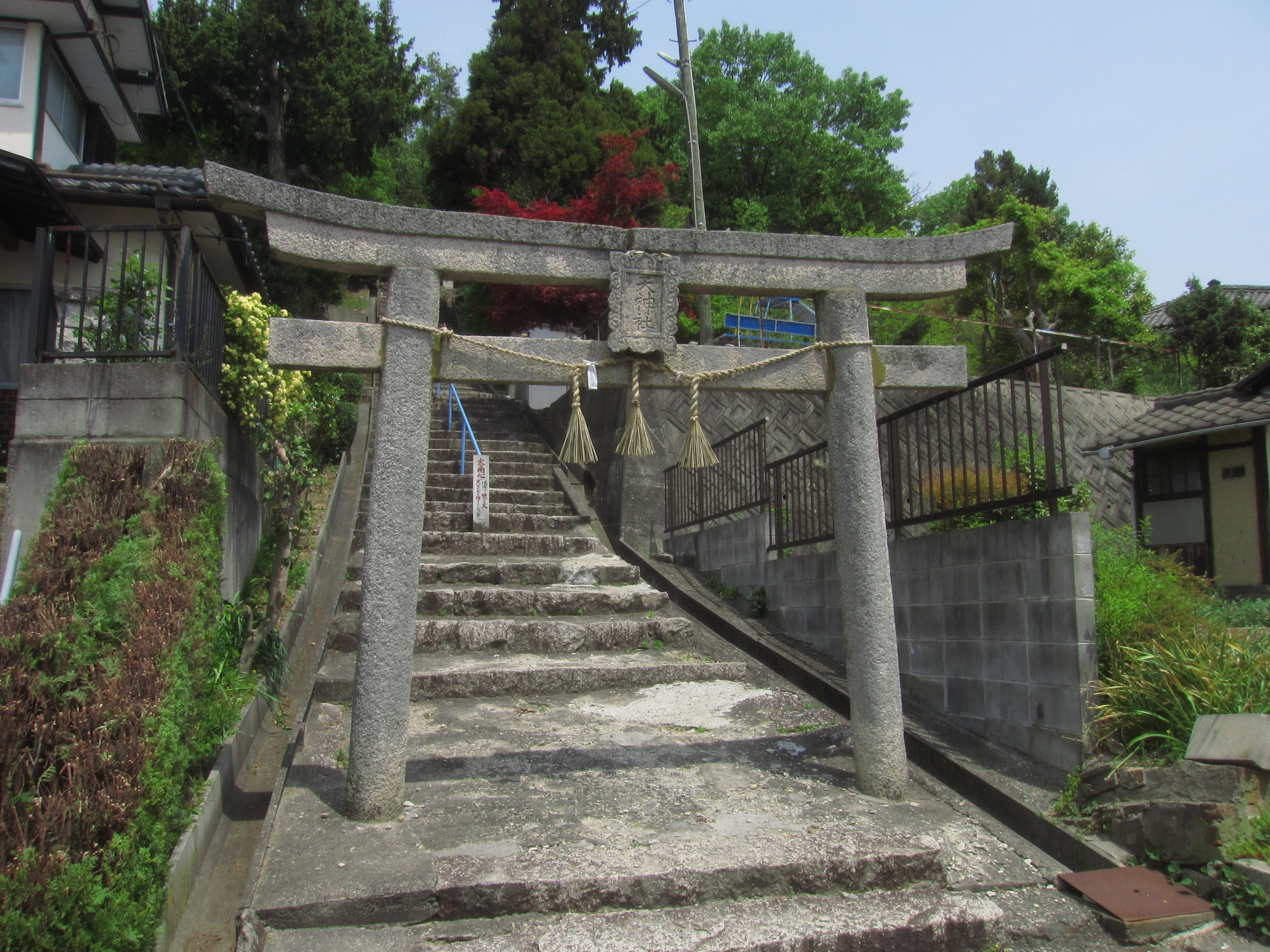
鳥居

天津神社（あまつじんじゃ）は、岡山県岡山市北区にある神社。天神社（てんじんじゃ）とも。式内社論社で、旧社格は村社。

## 祭神
- 少彦名命

## 歴史
平安時代中期の『延喜式神名帳』には式内社として「備前国御野郡 天神社」と記載があり、当社はその論社とされている。
領主の池田家からは除地社領として1反8畝を賜ったという。
江戸時代までは「天神宮」と呼ばれていたが、明治2年に現在の「天津神社」と改称した。また、近代社格制度では村社に列した。

## 祭事
- 元旦祭 （1月1日）
- 秋祭 （10月第4土日）

## 現地情報
所在地
- 岡山県岡山市北区津島福居2-14-25